# Tritoppen
Der Tritoppen (norwegisch für Dreispitz) ist ein 1350 m (nach anderer Quelle 1307,4 m) hoher Berg mit drei Gipfeln im ostantarktischen Mac-Robertson-Land. In der David Range der Framnes Mountains ragt er 5 km südlich des Mount Hordern auf.
Norwegische Kartografen, die ihn auch deskriptiv benannten, kartierten ihn anhand von Luftaufnahmen, die bei der Lars-Christensen-Expedition 1936/37 entstanden.